# Camino de Guadalupe (Orizaba)
El Camino de Guadalupe es una red de rutas de peregrinación situadas en las faldas del Pico de Orizaba, en Veracruz, México, que ha sido comparada con el Camino de Santiago en España. Actualmente tiene una longitud de setenta kilómetros y conecta quince Plazas de Guadalupe mediante distintas rutas. Para el año 2031, 500 aniversario de las apariciones de la Virgen de Guadalupe, se espera que el trayecto se extienda a más de cien kilómetros. El Camino ofrece una experiencia típicamente mexicana y guadalupana, que conjuga solidaridad, religiosidad, hospitalidad, tradición, deporte, arte y medio ambiente.

## Historia
El Camino de Guadalupe comenzó en 2018, cuando el padre Evaristo Sada, misionero legionario de Cristo, colocó una imagen de la Virgen de Guadalupe en la comunidad de El Minero, un caserío aislado en las faldas del Pico de Orizaba. El objetivo fue ofrecer un espacio de oración para los pastores locales, inspirándose en la cercanía de la Virgen de Guadalupe con Juan Diego. A medida que aumentó el número de peregrinos, el padre Sada promovió, junto con las comunidades del volcán, la creación de una red de Plazas de Guadalupe en puntos estratégicos, donde se promueve la oración y la unión comunitaria.
El 11 de diciembre de 2022, el obispo de Orizaba, Eduardo Cervantes, bendijo las imágenes en las plazas de Las Trincheras y La Ciénega, marcando un hito en la consolidación de este proyecto cultural y de evangelización. La primera peregrinación oficial tuvo lugar el 10 de mayo de 2023, con la participación de más de mil peregrinos que caminaron desde Macuilaca Grande hasta el Jardín de Guadalupe, en El Minero.

## Impacto social
El proyecto del Camino de Guadalupe integra la evangelización con iniciativas de desarrollo social de la Misión MasAlto. La mayor parte de los fondos y esfuerzos se destinan a proyectos comunitarios como la construcción de viviendas, acceso a agua potable y la creación de invernaderos y huertos. También se lleva a cabo un esfuerzo de reforestación en las faldas del Pico de Orizaba, combinando la caridad cristiana con el desarrollo sostenible en las comunidades rurales de la región.
La Misión MasAlto, una iniciativa de los legionarios de Cristo, ofrece también formación técnica y apoyo al emprendimiento para los habitantes de las comunidades, con especial énfasis en las mujeres y los jóvenes.

## Espiritualidad del Camino de Guadalupe
El Camino de Guadalupe está profundamente vinculado a la devoción mariana en México. El trayecto comienza en el Santuario Diocesano de María de Guadalupe "La Concordia", una iglesia construida entre 1729 y 1741 en el pueblo mágico de Orizaba, como un gesto simbólico de acercamiento a las comunidades más desprovistas y marginadas. El lema "Yo soy Juan Diego" refleja el carácter espiritual y apostólico del Camino, inspirado en el encuentro del indígena Juan Diego con la Virgen de Guadalupe.
El lema "Yo soy Juan Diego" refleja el carácter personal y espiritual del Camino, inspirado en el encuentro del indígena Juan Diego con la Virgen de Guadalupe.

## Ruta y atractivos
El Camino de Guadalupe es conocido por la belleza de sus paisajes, que incluyen vistas del volcán Pico de Orizaba, la montaña más alta de México. La ruta, además de ser un camino espiritual, es popular entre aficionados al senderismo, ciclismo de montaña y la fotografía, quienes encuentran en ella una experiencia única de conexión con la naturaleza.
Cada Plaza de Guadalupe cuenta con esculturas monumentales de la Virgen, elaboradas por artistas como Secundino Magaña, Gogy Farías, Jacobo Ángeles e Ismael Ramos, entre otros.
De esta forma el Camino de Guadalupe entra en la corriente teológico-pastoral del  Papa Benedicto XVI que define la belleza como una puerta hacia la experiencia espiritual y el camino de la belleza como un recorrido privilegiado para acercarse al Misterio de Dios.

## Festividades y eventos
Aunque cada quien puede hacer el Camino por su cuenta, los lugareños organizan peregrinaciones anuales, siendo una de las más destacadas la que se celebra el primer sábado de mayo en honor al Día de las Madres. Durante estas peregrinaciones, las comunidades locales celebran procesiones y eventos que promueven la paz y la unidad entre los pueblos.
Además, varias organizaciones de senderismo y ciclismo organizan excursiones y carreras a lo largo del Camino, mientras que las campañas de reforestación del Parque nacional Pico de Orizaba también están alineadas con los esfuerzos comunitarios y ambientales del proyecto.